# 王一伦
王一伦（1912年10月—1988年8月11日），原名彝伦，曾用名黄华、胡笳，辽宁省沈阳市苏家屯区陈相屯镇蒲草洼村人，中华人民共和国政治人物。曾任哈尔滨市长、黑龙江省委副书记、黑龙江省副省长、黑龙江省政协主席。中共八大、十三大代表，第一届、第二届、第五届全国人大代表。

## 生平
九一八事变后，1932年3月随东北大学流亡北平，1933年9月考入东北大学边疆政治系俄文本科。参加一二·九运动，为东北大学的学生领袖之一。1936年6月当选东北大学学生自治会主席，参加革命。1936年7月加入中国共产党，任中共东北大学党支部党小组组长。1936年从东北大学毕业。
1937年抗战爆发后，随平津学生经天津、烟台赴济南，在冯玉祥的第六战区司令长官公署工作。1937年11月赴太行，任晋东南东北抗日游击纵队第三支队教导员兼指导员、纵队工委委员。中共晋东南冀豫特委八路军工作团团长兼中共磁县、黎城中心县委书记，中共冀西地委组织部长、宣传部长兼赞皇县委书记，太行三地委副书记兼组织部长、太行三地委书记兼太行三分区（暨山西新军决死三纵队）政委等职。
1945年抗战胜利后奔赴东北。担任中共沈阳市委副书记、沈阳市保安司令部政委兼辽宁保安第3旅政委。1946年4月任辽宁三地委书记兼辽宁第三军分区政委。1948年7月15日安东三地委撤销，调任通化地委书记。东北行政委员会民政部副部长。
1949年6月，担任中共哈尔滨市委第二副书记、市长兼市委统战部长。1953年，升任松江省委副书记兼统战部长；1954年任黑龙江省委副书记兼组织部长。后任黑龙江省委书记（当时设第一书记）兼黑龙江省副省长。文化大革命期间，被诬为走资派，受到迫害。1972年11月，平反恢复工作后，担任黑龙江省革委会副主任、黑龙江省委书记（当时设有第一书记）。1979年12月任黑龙江省政协副主席、主席。1983年7月离休。